# Mickiewicza (Białystok)
Mickiewicza (osiedle nr 14) – osiedle o funkcji mieszkaniowej w Białymstoku, położone w centralnej części miasta.

## Obiekty i tereny zielone
- Polskie Radio Białystok
- I Urząd Skarbowy
- Muzeum Rzeźby Alfonsa Karnego – ul. Świętojańska 17
- Zespół Obiektów Sportowych "Zwierzyniec" - Stadion lekkoatletyczny "Zwierzyniec", lodowisko i hotel
- Park Konstytucji 3 Maja
- Las i Rezerwat "Las Zwierzyniecki"
- Skwery im. ks. Henryka Szlegiera i bł. Bolesławy Lament obok stawów przy ul. A. Mickiewicza[2][3]
- Skwer Janusza Smacznego[4]
- Park kieszonkowy przy ul. Parkowej[5]
- ZOO Akcent
- Cmentarz Wojskowy
- Kościół pod wezwaniem św. O. Pio
- XI Liceum Ogólnokształcące
- Zespół Szkół Ogólnokształcących Mistrzostwa Sportowego
- Zespół Szkół Muzycznych
- Szkoła Podstawowa nr 1
- Szkoła Podstawowa nr 3
- Kampus Uniwersytetu w Białymstoku
- Wyższa Szkoła Wychowania Fizycznego i Turystyki – ul. A. Mickiewicza 49
- Galeria Alfa u zbiegu ul. Świętojańskiej i A. Mickiewicza
- Atrium Biała i hipermarket bi1 – ul. Miłosza Czesława 2
- Sala koncertowa Opery i Filharmonii Podlaskiej - ul. Podleśna 2[6]

## Opis granic osiedla
Od ul. Świętojańskiej ulicą J. K. Branickiego przez Plac W. Antonowicza, do K. Ciołkowskiego, ul. Ciołkowskiego do Wiosennej, Wiosenną, Kawaleryjską, Świerkową, Wołodyjowskiego, 11 Listopada przez Plac Katyński, ulicą Świętojańską do J. K. Branickiego.

## Ulice i place znajdujące się w granicach osiedla
11 Listopada, Augustowska, Bednarska, Białowieska, Bracka, Branickiego Jana Klemensa — parzyste brak budynków, Brańska, Cienista, Ciołkowskiego Konstantego — nieparzyste 1-65, Dojlidzka, Drewniana, Folwarczna, Gdańska, Gliwicka, Grottgera Artura, Hoża, Jagiellońska, Jagodowa, Kawaleryjska — nieparzyste brak budynków, Kołodziejska, Konopnickiej Marii, Księżycowa, Kwiatowa, Miłosza Czesława, Letniska, Lwowska, Ładna, Łódzka, Mickiewicza Adama — nieparzyste 7-91, parzyste 14-102, Modrzewiowa, Murarska, Nowowarszawska — parzyste 84-92/1, Orzeszkowej Elizy, Parkowa, Plac Katyński, Plac Witolda Antonowicza, Pod Krzywą, Podleśna, Prusa Bolesława, Przemysłowa, Romantyczna, Saska, Słowackiego Juliusza, Szczecińska, Śląska, Świerkowa — nieparzyste budynek 1, Świętojańska — nieparzyste 13-19, Urocza, Wiosenna — parzyste brak budynków, Wołodyjowskiego Michała, Zaułek Bracki, Zaułek Zakopiański, Zwierzyniecka — nieparzyste 25A-39, parzyste 50/1-82, Żwirki i Wigury.